# Élections en Guyane
Les élections en Guyane sont composées des mêmes élections qu'en France métropolitaine, c'est-à-dire les municipales, départementales, législatives, sénatoriales, régionales, européennes et présidentielles. Le Conseil régional de la Guyane compte 31 conseillers régionaux, élus au suffrage universel pour un mandat de six ans. Le Conseil général de la Guyane compte des conseillers départementaux élus pour un mandat de six ans dans chaque circonscription par un scrutin majoritaire uninominal.
Depuis 2016, ces deux entités sont réunies dans l'Assemblée de Guyane. Ainsi, les élections régionales sont maintenues, mais tous les conseillers sont réunis dans une seule entité. Elle est composée de 55 membres élus pour une durée de six ans par un scrutin majoritaire plurinominal.

## Résultats des élections

### Élections législatives

#### Élections législatives de 2022

##### Deuxième circonscription
| Tête de liste | Tête de liste               | Parti | Premier tour | Premier tour | Second tour | Second tour |
| Tête de liste | Tête de liste               | Parti | #            | %            | #           | %           |
| ------------- | --------------------------- | ----- | ------------ | ------------ | ----------- | ----------- |
|               | Davy Rimane                 | DVG   | 2 510        | 21,31        | 8 277       | 54,13       |
|               | Lénaïck Adam                | ENS   | 3 754        | 31,87        | 7 014       | 45,87       |
|               | Manuel Victor Jean-Baptiste | REG   | 1 425        | 12,1         |             |             |
|               | Christophe Yanuwana Pierre  | REG   | 1 312        | 11,14        |             |             |
|               | Jean-Philippe Dolor         | DVC   | 1 303        | 11,06        |             |             |
|               | Gillermo Joje               | DVG   | 484          | 4,11         |             |             |
|               | Virgine Thomas              | RN    | 425          | 3,61         |             |             |
|               | Wender Karam                | DVG   | 416          | 3,53         |             |             |
|               | Jenny Bunch                 | DSV   | 149          | 1,27         |             |             |
| Total         | Total                       | Total | 12 120       | 100,00       | 15 291      | 100,00      |

### Élections régionales

#### Élections régionales de 1998
| Liste | Liste            | Voix   | Voix  | Sièges | Sièges |
| Liste | Liste            | #      | %     | #      | %      |
| ----- | ---------------- | ------ | ----- | ------ | ------ |
|       | PSG              | 5 486  | 28,28 | 11     | 35,48  |
|       | FDG              | 4 376  | 22,56 | 9      | 29,03  |
|       | RPR              | 3 086  | 15,91 | 6      | 19,35  |
|       | Indépendantistes | 1 669  | 8,61  | 3      | 9,68   |
|       | Walwari          |        | 6,09  | 2      | 6,45   |
|       | DVG              | 4,90   |       |        |        |
|       | DVG              | 4,42   |       |        |        |
|       | DVD              | 3,78   |       |        |        |
|       | DVG              | 2,89   |       |        |        |
|       | Walwaridiss      | 2,54   |       |        |        |
| Total | Total            | 19 414 | 93,87 |        |        |

#### Élections régionales de 2004
| Tête de liste | Tête de liste              | Liste            | Premier tour | Premier tour | Second tour | Second tour | Sièges | Sièges |
| Tête de liste | Tête de liste              | Liste            | #            | %            | #           | %           | #      | %      |
| ------------- | -------------------------- | ---------------- | ------------ | ------------ | ----------- | ----------- | ------ | ------ |
|               | Antoine Karam              | PSG              | 5 936        | 22,45        | 11 380      | 37,24       | 17     | 54,8   |
|               | Léon Bertrand              | UMP              | 6 381        | 24,32        | 9 650       | 31,58       | 7      | 22,6   |
|               | Georges Othily             | FDG              | 5 170        | 19,31        | 9 529       | 31,18       | 7      | 22,6   |
|               | Christiane Taubira         | Walwari-PRG      | 4 822        | 17,98        | 9 529       | 31,18       | 7      | 22,6   |
|               | Maurice Pindard            | MDES             | 1 687        | 6,55         |             |             |        |        |
|               | Brigitte Wyngaarde         | Les Verts        | 1 269        | 4,85         |             |             |        |        |
|               | Gladys Robin               | Divers           | 696          | 2,58         |             |             |        |        |
|               | Léon Jean-Baptiste-Edouard | Dissident du PSG | 522          | 1,96         |             |             |        |        |
| Total         | Total                      | Total            | 27 119       | 96,23        | 30 559      | 96,54       |        |        |

Les listes FDG et Walwari ont fusionné entre les deux tours.

#### Élections régionales de 2010
| Tête de liste | Tête de liste              | Liste                   | Premier tour | Premier tour | Second tour | Second tour | Sièges | Sièges |
| Tête de liste | Tête de liste              | Liste                   | #            | %            | #           | %           | #      | %      |
| ------------- | -------------------------- | ----------------------- | ------------ | ------------ | ----------- | ----------- | ------ | ------ |
|               | Rodolphe Alexandre         | Majorité présidentielle | 12 202       | 40,61        | 19 152      | 56,11       | 21     | 67,74  |
|               | Christiane Taubira         | Walwari - MDES          | 6 916        | 23,02        | 14 982      | 43,89       | 10     | 32,26  |
|               | Gabriel Serville           | PSG                     | 1 845        | 6,14         | 14 982      | 43,89       | 10     | 32,26  |
|               | José Gaillou               | EE                      | 1 582        | 5,27         | 14 982      | 43,89       | 10     | 32,26  |
|               | Chantal Berthelot          | DVG                     | 1 532        | 5,10         | 14 982      | 43,89       | 10     | 32,26  |
|               | Joëlle Prévôt-Madère       | DVD autonomiste         | 2 225        | 7,41         |             |             |        |        |
|               | Gil Horth                  | FDG                     | 1 443        | 4,80         |             |             |        |        |
|               | Roger Arel                 | DVD                     | 1 274        | 4,24         |             |             |        |        |
|               | Gilbert Fossé              | DVD autonomiste         | 725          | 2,41         |             |             |        |        |
|               | Léon Jean-Baptiste-Édouard | PS                      | 301          | 1,00         |             |             |        |        |
| Total         | Total                      | Total                   | 30 045       | 97,06        | 34 134      | 97,04       |        |        |

Les quatre partis les mieux positionnés derrière Majorité présidentielle forment une coalition menée par Christine Taubira pour le deuxième tour.

#### Élections régionales de 2015
| Tête de liste | Tête de liste       | Liste          | Premier tour | Premier tour | Second tour | Second tour | Sièges | +/- |
| Tête de liste | Tête de liste       | Liste          | Voix         | %            | Voix        | %           | Sièges | +/- |
| ------------- | ------------------- | -------------- | ------------ | ------------ | ----------- | ----------- | ------ | --- |
|               | Rodolphe Alexandre  | DVG - DVD      | 15 298       | 42,35        | 21 163      | 54,55       | 35     | 14  |
|               | Alain Tien-Liong    | DVG - MDES     | 10 924       | 30,24        | 17 631      | 45,45       | 16     | 6   |
|               | Chantal Berthelot   | PSG - AGEG     | 3 067        | 8,49         |             |             |        |     |
|               | Line Létard         | Walwari - GÉLV | 2 565        | 7,10         |             |             |        |     |
|               | Fabien Canavy       | MDES           | 2 063        | 5,71         |             |             |        |     |
|               | Louis Budoc         | LR - UDI       | 1 114        | 3,08         |             |             |        |     |
|               | Muriel Icaré Nourel | DVD            | 573          | 1,59         |             |             |        |     |
|               | Jean-Marie Taubira  | PPG            | 349          | 0,97         |             |             |        |     |
|               | Sylvio Létard       | DIG            | 174          | 0,48         |             |             |        |     |
| Total         | Total               | Total          | 37 585       | 100          | 40 947      | 100         | 51     | 20  |

#### Élections régionales de 2021
| Tête de liste | Tête de liste      | Liste                        | Premier tour | Premier tour | Second tour | Second tour | Sièges | +/- |
| Tête de liste | Tête de liste      | Liste                        | Voix         | %            | Voix        | %           | Sièges | +/- |
| ------------- | ------------------ | ---------------------------- | ------------ | ------------ | ----------- | ----------- | ------ | --- |
|               | Gabriel Serville   | Péyi G-LFI-G·s-MJR-FOAG      | 9 510        | 27,68        | 25 342      | 54,83       | 35     | 19  |
|               | Jean-Paul Fereira  | AGEG-PSG-GE-MDES-Walwari-NFG | 8 020        | 23,34        | 25 342      | 54,83       | 35     | 19  |
|               | Jessi Américain    | DVG                          | 1 811        | 5,27         | 25 342      | 54,83       | 35     | 19  |
|               | Rodolphe Alexandre | GR                           | 15 020       | 43,71        | 20 876      | 45,17       | 20     | 15  |
| Total         | Total              | Total                        | 35 426       | 100          | 47 548      | 100         | 55     | 4   |

### Élections présidentielles

#### Élection présidentielle de 2002
| Candidats | Candidats               | Partis | Premier tour | Premier tour | Second tour | Second tour |
| Candidats | Candidats               | Partis | Voix         | %            | Voix        | %           |
| --------- | ----------------------- | ------ | ------------ | ------------ | ----------- | ----------- |
|           | Jacques Chirac          | RPR    | 4 496        | 19,00        | 19 726      | 89,09       |
|           | Jean-Marie Le Pen       | FN     | 1 180        | 4,99         | 2 416       | 10,91       |
|           | Christiane Taubira      | PRG    | 12 479       | 52,73        |             |             |
|           | Lionel Jospin           | PS     | 2 506        | 10,59        |             |             |
|           | Jean-Pierre Chevènement | MDC    | 586          | 2,48         |             |             |
|           | Noël Mamère             | LV     | 455          | 1,92         |             |             |
|           | François Bayrou         | UDF    | 401          | 1,69         |             |             |
|           | Arlette Laguiller       | LO     | 310          | 1,31         |             |             |
|           | Olivier Besancenot      | LCR    | 290          | 1,23         |             |             |
|           | Alain Madelin           | DL     | 241          | 1,02         |             |             |
|           | Christine Boutin        | FRS    | 159          | 0,67         |             |             |
|           | Bruno Mégret            | MNR    | 150          | 0,63         |             |             |
|           | Jean Saint-Josse        | CPNT   | 143          | 0,60         |             |             |
|           | Corinne Lepage          | Cap21  | 143          | 0,60         |             |             |
|           | Robert Hue              | PCF    | 88           | 0,37         |             |             |
|           | Daniel Gluckstein       | PT     | 37           | 0,16         |             |             |
| Total     | Total                   | Total  | 24 216       | 100,00       | 23 339      | 100,00      |

#### Élection présidentielle de 2007
| Candidats | Candidats            | Partis | Premier tour | Premier tour | Second tour | Second tour |
| Candidats | Candidats            | Partis | Voix         | %            | Voix        | %           |
| --------- | -------------------- | ------ | ------------ | ------------ | ----------- | ----------- |
|           | Nicolas Sarkozy      | UMP    | 14 650       | 41,35        | 20 311      | 53,08       |
|           | Ségolène Royal       | PS     | 11 526       | 32,53        | 17 954      | 46,92       |
|           | François Bayrou      | UDF    | 4 431        | 12,51        |             |             |
|           | Jean-Marie Le Pen    | FN     | 1 953        | 5,51         |             |             |
|           | Olivier Besancenot   | LCR    | 911          | 2,57         |             |             |
|           | Dominique Voynet     | LV     | 533          | 1,50         |             |             |
|           | José Bové            | DVG    | 505          | 1,43         |             |             |
|           | Arlette Laguiller    | LO     | 346          | 0,98         |             |             |
|           | Marie-George Buffet  | PCF    | 220          | 0,62         |             |             |
|           | Philippe de Villiers | MPF    | 191          | 0,54         |             |             |
|           | Frédéric Nihous      | CPNT   | 103          | 0,29         |             |             |
|           | Gérard Schivardi     | PT     | 59           | 0,17         |             |             |
| Total     | Total                | Total  | 36 743       | 100,00       | 39 810      | 100,00      |

#### Élection présidentielle de 2012
| Candidats | Candidats             | Partis | Premier tour | Premier tour | Second tour | Second tour |
| Candidats | Candidats             | Partis | Voix         | %            | Voix        | %           |
| --------- | --------------------- | ------ | ------------ | ------------ | ----------- | ----------- |
|           | François Hollande     | PS     | 15 943       | 42,61        | 25 880      | 62,05       |
|           | Nicolas Sarkozy       | UMP    | 10 174       | 27,19        | 15 830      | 37,95       |
|           | Marine Le Pen         | FN     | 3 920        | 10,48        |             |             |
|           | Jean-Luc Mélenchon    | PG     | 2 952        | 7,89         |             |             |
|           | François Bayrou       | MoDem  | 2 329        | 6,23         |             |             |
|           | Eva Joly              | EELV   | 843          | 2,25         |             |             |
|           | Philippe Poutou       | NPA    | 479          | 1,28         |             |             |
|           | Nicolas Dupont-Aignan | DLR    | 416          | 1,11         |             |             |
|           | Nathalie Arthaud      | LO     | 208          | 0,56         |             |             |
|           | Jacques Cheminade     | SP     | 148          | 0,40         |             |             |
| Total     | Total                 | Total  | 39 168       | 100,00       | 44 101      | 100,00      |

#### Élection présidentielle de 2017
| Candidats | Candidats             | Partis | Premier tour | Premier tour | Second tour | Second tour |
| Candidats | Candidats             | Partis | Voix         | %            | Voix        | %           |
| --------- | --------------------- | ------ | ------------ | ------------ | ----------- | ----------- |
|           | Emmanuel Macron       | EM     | 5 031        | 18,75        | 21 769      | 64,89       |
|           | Marine Le Pen         | FN     | 6 521        | 24,30        | 11 777      | 35,11       |
|           | Jean-Luc Mélenchon    | LFI    | 6 633        | 24,71        |             |             |
|           | François Fillon       | LR     | 3 935        | 14,66        |             |             |
|           | Benoît Hamon          | PS     | 1 529        | 5,70         |             |             |
|           | Philippe Poutou       | NPA    | 1 405        | 5,23         |             |             |
|           | François Asselineau   | UPR    | 480          | 1,79         |             |             |
|           | Nicolas Dupont-Aignan | DLF    | 472          | 1,76         |             |             |
|           | Nathalie Arthaud      | LO     | 462          | 1,72         |             |             |
|           | Jean Lassalle         | RES    | 273          | 1,02         |             |             |
|           | Jacques Cheminade     | SP     | 98           | 0,37         |             |             |
| Total     | Total                 | Total  | 31 925       | 100,00       | 38 685      | 100,00      |

#### Élection présidentielle de 2022
| Candidats | Candidats             | Partis | Premier tour | Premier tour | Second tour | Second tour |
| Candidats | Candidats             | Partis | Voix         | %            | Voix        | %           |
| --------- | --------------------- | ------ | ------------ | ------------ | ----------- | ----------- |
|           | Emmanuel Macron       | LREM   | 5 101        | 14,22        | 13 834      | 39,22       |
|           | Marine Le Pen         | RN     | 6 334        | 17,66        | 21 437      | 60,78       |
|           | Jean-Luc Mélenchon    | LFI    | 18 143       | 50,59        |             |             |
|           | Éric Zemmour          | REC    | 1 573        | 4,39         |             |             |
|           | Valérie Pécresse      | LR     | 997          | 2,78         |             |             |
|           | Yannick Jadot         | EELV   | 940          | 2,62         |             |             |
|           | Nicolas Dupont-Aignan | DLF    | 717          | 2,00         |             |             |
|           | Anne Hidalgo          | PS     | 535          | 1,49         |             |             |
|           | Jean Lassalle         | RES    | 516          | 1,44         |             |             |
|           | Philippe Poutou       | NPA    | 462          | 1,29         |             |             |
|           | Nathalie Arthaud      | LO     | 297          | 0,83         |             |             |
|           | Fabien Roussel        | PCF    | 246          | 0,69         |             |             |
| Total     | Total                 | Total  | 37 239       | 100,00       | 40 088      | 100,00      |